# Denges
Denges é uma comuna da Suíça, situada no distrito de Morges, no cantão de Vaud. Tem 1,67 km² de área e sua população em 2018 foi estimada em 1.611 habitantes.